# Nitra
Nitra je mesto v zahodni Slovaški ob vznožju gore Zobor v dolini reke Nitra. Nahaja se 95 km vzhodno od Bratislave. S skoraj 80.000 prebivalci in je peto največje slovaško mesto. Je tudi eno najstarejših mest na Slovaškem. V zgodnjem srednjem veku je bila politično središče Kneževine Nitra. Zdaj je sedež istoimenske regije (Nitranski okraj), rimskokatoliške škofije ter univerze, imenovane po Konstantinu Filozofu ali Cirilu (Univerzita Konštantína Filozofa v Nitre).

## Zgodovina

### Zgodovina do 5. stoletja
Najstarejše arheološke najdbe v Nitri so datirane v obdobje pred približno 25.000–30.000 leti. Kraj je bil v zadnjih 5.000–7.000 letih poseljen v vseh zgodovinskih obdobjih. Po pomembnih arheoloških odkritjih v Nitri ali bližnji okolici je dobilo ime več evropskih arheoloških kultur in skupin.
Prvo utrdbo na Grajskem griču so zgradili pripadniki madarovške kulture okoli leta 1600 pr. n. št. V železni dobi (700–500 pr. n. št.) je bilo zgrajeno veliko gradišče na hribu Zobor ter dodatna manjša gradišča na hribu Lupka in v Dražovcih. Znanih je več keltskih naselij iz 5.-1. stoletja pr. n. št. Kelti so kovali srebrne tetradrahme, znane kot "novci nitranskega tipa", in verjetno zgradili gradišče Na Vŕšku. V rimskem obdobju (1.–4. stoletje n. št.) se je na tem območju naselilo germansko pleme Kvadi. Mesto se omenja kot njihova možna prestolnica (396 n. št.). Največja germanska naselbina iz obdobja preseljevanja narodov na Slovaškem je bila odkrita v Nitra-Párovské Háje. 

### 5. do 10. stoletje
Prvi Slovani so prišli na Slovaško ob koncu 5. in v začetku 6. stoletja. Naselili so se predvsem v nižinah ob vodnih tokovih. Največja gostota njihovih naselij je dokumentirana prav na območju Nitre. Ko so se v drugi polovici 7. stoletja in začetku 8. stoletja na ozemlje Slovaške razširili Avari, se je meja med slovanskim in slovansko-avarskim ozemljem premaknila proti Nitri. Obredno pokopališče Nitra-Dolné Krškany je ležalo na severni meji območja mešane poselitve.
Za Slovane je začel pomen Nitre naraščati v 8. stoletju. Razvila se je v upravno središče širše regije in postala središče Kneževine Nitre. Trije od enajstih ohranjenih izvodov Conversio Bagoariorum et Carantanorum (Spreobrnitev Bavarcev in Karantancev) omenjajo cerkev, posvečeno za Pribino v njegovi domeni, imenovani Nitrava. Z datiranjem cerkve in njene posvetitve so se ukvarjali številni znanstveniki, večina pa ne dvomi o zanesljivosti podatkov in ta dogodek povezuje z Nitro. Leta 833 je Pribino izrinil moravski knez Mojmír I. in obe kneževini združil v zgodnjesrednjeveško Veliko Moravsko.
V 9. stoletju je bila Nitra ena največjih združb v srednji Evropi. Sestavljala so jo utrjena središča in več kot dvajset neutrjenih vasi. Razprostirala se je na ozemlju, ki je presegalo današnje mesto. Slovani, predniki Slovakov, so na Grajskem hribu zgradili velik grad s površino 8,5 ha. Utrjeni sta bili verjetno tudi pomembni lokaciji Na vršku in Martinský Vrch. Ostali griči, nekateri med njimi utrjeni že v prazgodovini, so služili za stražo in zatočišče. Okoliške vasi bile kmetijsko zaledje za knežje spremstvo. V mestu so bile delavnice za izdelavo nakita, kovačnice in lončarske delavnice. Na površini 20 km2 je dokumentiranih več kot štirideset grobišč. Na vseh grobiščih se je pokopavalo v skladu s krščanskim verovanjem in ne upepeljevalo, kar je bilo značilno za Slovane. Znane nekropole z najdeno vojaško opremo so verjetno pripadale naselbinam, ki so varovale dostopne poti v mestno središče.
Mesto je doseglo svoj razcvet med vladavino Svetopolka I. (vladal 870–894). Med njegovo vladavino je bila leta 880 v Nitri ustanovljena prva znana krščanska škofija na Slovaškem z Wichingom kot škofom. Vprašanje, kdaj je bil ustanovljen samostan sv. Hipolita, najstarejši benediktinski samostan v Ogrskem kraljestvu, še nima popolnega odgovora.

### 10. do 13. stoletje
Razvoj Nitre se je po razpadu Velikomoravske začasno upočasnil, vendar je do 13. stoletja ohranila status prestižnega središča. Sprva se je domnevalo, da so Nitro zasedli Madžari in znatno uničili stare naselbine. Arheološke raziskave te domneve ne podpirajo. Za nobeno naselbino ni dokazano, da je bila uničena v požaru. Dokazana je tudi kontinuiteta grobišč. V 10. stoletju ni bilo niti opaznega uničevanja niti bistvene spremembe etnične sestave. Nitra je ostala slovanska. Madžarski prišleki so se zlili z domačini, kar dokazujejo njihovi pokopi na skupnih grobiščih.
Politična pripadnost ozemlja v 10. in začetku 11. stoletja je nejasna. Opazni so vplivi ogrskih Árpádovcev, čeških Přemyslidov in poljskih Pjastov. Nazadnje je Nitra postala sestavni del Ogrske kraljevine in sedež več knezov Árpádov. Mesto je preživelo invazijo Mongolov leta 1241. Leta 1248 je Béla IV. Nitri podelil privilegije svobodnega kraljevega mesta. V letih 1271–1272 je Nitro močno poškodoval češki kralj Otokar II. Vpadi so poškodovali tudi škofovo lastnino, zato je Nitra kot odškodnina leta 1288 prešla pod njegovo upravo. Mesto je izgubilo kraljeve privilegije in si v naslednjih stoletjih ni opomogla, predvsem zaradi pogostih vojaških spopadov.

### 14. do 19. stoletje
V začetku 14. stoletja je mesto in grad večkrat poškodoval Matej III. Csák. V sporu med kraljem in oligarhijo je nitranski škof ostal zvest kralju. Leta 1313 je kralj potrdil škofovske privilegije in jih razširil na pravico do upravljanja ne samo Nitre, ampak celotne Nitranske županije.
V 15. stoletju je mesto postalo tarča husitskih napadov. Branili so ga Ispán iz grofije Nitra, Stibor iz Stiboricza in kasneje njegov sin Stibor iz Beckova. Po porazu Madžarov v bitki pri Mohaču leta 1526 in kasnejšem osmanskem osvajanju ogrskega ozemlja je Nitri grozil napad Turkov. Leta 1563 je mesto postalo sedež Spodnje Ogrske kapitanije. Turške sile so trikrat poskušale zavzeti grad in ga  leta 1663 končno osvojile. Osmane so pregnale habsburške čete pod poveljstvom Jean-Louisa Raduita de Souchesa 2. maja 1664 pred bitko pri Lévi. Turki so se vrnili na začetku velike habsburško-turške vojne in mesto obdržali do leta 1685.
Mesto so kasneje prizadeli protihabsburški upori, od uporov Štefana Bocskaya in Gabrijela Bethlena v 17. stoletju do uporov krucov v letih 1703 do 1711. Mesto je leta 1708 zaradi bojev pogorelo in bilo v 18. stoletju prenovljeno v baročnem slogu. Po revoluciji leta 1848 je Nitra prvič po letu 1288 dobila neodvisno samoupravo in postala neodvisna od škofije Nitra in njenih škofov.  Poljedelsko in obrtniško mesto se je začelo industrializirati. Do prve svetovne vojne so bile v mestu ustanovljene destilarne, tovarne kmetijskih strojev, pivovarne, mlekarne in druga podjetja. Prva posredna povezava z železnico je bila vzpostavljena leta 1850, ko je bila zgrajena cesta do najbližje postaje Trnovec nad Váhom. Železnica je prišla  v Nitro leta 1876, ko je bila zgrajena povezava iz Šuranyja. Nitra je bila od leta 1883 do 1919 sedež Zgornjemadžarskega učiteljskega društva (FEMKE), združenja, ki ga je sponzorirala madžarska vlada in katerega glavni cilj je bil izvajati politiko madžarizacije Slovakov.

### 20. do 21. stoletje
Po prvi svetovni vojni se je v ozračju povojnega kaosa in naraščajočega brezvladja Madžarski narodni svet v Nitri odločil za pogajanja s češkoslovaško vojsko, ki je izrinila madžarske vojaške sile in policijo z ozemlja sedanje Slovaške. Madžarski narodni svet in Mestni svet sta potrebovala češkoslovaško vojsko za vzpostavitev javnega reda, a sta upala, da je stanje le začasno. 10. decembra 1918 sta uradno protestirala proti »okupaciji«. Slovaška je postala del Češkoslovaške republike. Nitra je bila še naprej sedež okraja Nitra, dokler ni bil leta 1928 razpuščen. Leta 1933 je Nitra igrala pomembno vlogo v slovaškem avtonomističnem gibanju, ko se je Pribinovo praznovanje obletnice posvetitve prve krščanske cerkve spreobrnilo v največje demonstracije proti češkoslovaštvu.
Po okupaciji Češke in razpadu Češkoslovaške leta 1939 je Nitra postala del Prve slovaške republike in do leta 1945 sedež okraja Nitra. Obdobje Prve slovaške republike je bilo tragično za številno judovsko prebivalstvo Nitre, ki je bilo prva žrtev protijudovskih zakonov. 90 % judovskih državljanov Slovaške je bilo umorjenih v nemških koncentracijskih taboriščih. Nitro je leta 1945 osvobodila sovjetska Rdeča armada.
Slovaški zgodovinarji so prepričani, da je bila najstarejša judovska skupnost na Slovaškem prav v Nitri.
Socialistično obdobje od leta 1948 do 1989 je zaznamovalo zatiranje katoliške cerkve, ki je bila tradicionalno močno prisotna v Nitri. Katoliška semenišča, samostani in druge cerkvene posesti so bile nacionalizirane in spremenjene v muzeje, šole in urade. V tem obdobju je mesto doživelo ekstenzivno rast, gradnjo stanovanjskih objektov in priključitev prej samostojnih vasi. Po žametni revoluciji leta 1989 in razpadu Češkoslovaške je Nitra postala del novoustanovljene Slovaške in leta 1996 sedež regije Nitra.
Leta 2008 so bili posmrtni ostanki Jozefa Tisa, kontroverznega voditelja Prve slovaške republike, ki je sodeloval z nacisti in je bil leta 1947 usmrčen kot vojni zločinec, izkopani z bratislavskega pokopališča in ponovno pokopani v kanonični kripti katoliške stolnice v Nitri.

## Geografija
Nitra leži na nadmorski višini 190 metrov  in pokriva površino 100,48 kvadratnih kilometrov. Leži v dolini reke Nitra v Donavski nižini, kjer je večji del mesta. Manjši del je na skrajnem južnem delu hribovja Tribeč, natančneje ob vznožju planine Zobor 587 m. Je približno na pol poti med slovaško prestolnico Bratislavo, 92 kilometrov in osrednjim slovaškim mestom Banska Bistrica, 118 kilometrov. Druga mesta v okolici so Trnava na zahodu (53 km), Topoľčany na severu (35 km), Levice na vzhodu (42 km) ter Nové Zámky (37 km) in Komárno (71 km) na jugu. Narodni naravni rezervat, imenovan Zoborská lesostep, je znotraj meja mesta.
Nitra leži v vlažnem celinskem podnebju s štirimi izrazitimi letnimi časi. Zanj je značilna velika razlika med vročimi poletji in mrzlimi, sneženimi zimami. Mesto je v najtoplejšem in najbolj suhem delu Slovaške.

### Demografija
| Leto          | 1994   | 2004    | 2014    | 2024    |
| ------------- | ------ | ------- | ------- | ------- |
| Število ljudi | 87.127 | 85.742  | 78.033  | 75.945  |
| Razlika       |        | −1,58 % | −8,99 % | −2,67 % |

| Leto          | 2023   | 2024    |
| ------------- | ------ | ------- |
| Število ljudi | 76.499 | 75.945  |
| Razlika       |        | −0,72 % |

## Znamenitosti
Zanimivosti na tem območju so grad Nitra, staro mestno jedro in sosednji hrib, imenovan Zobor, s pogledom na mesto.
Pomembne verske strukture v Nitri so stolnica sv. Emerama v gradu Nitra, piaristična cerkev sv. Ladislava in sosednji samostan. Najstarejša cerkev v mestu je cerkev svetega Štefana, ki je bila zgrajena v 11.–12. stoletju, čeprav so bili temelji stavbe zgrajeni že v 9. stoletju.
Samostan na Piaristični ulici je bil ustanovljen v 13.–14. Njegovo prevladujočo cerkev sv. Ladislava je kasneje uničil požar in v letih 1742–1748 predelali v baročnem slogu. Dodana sta bila tudi dva stolpa. Glavni oltar ima okrašen kip, ki prikazuje portreta svetega Štefana in Ladislava I. Ogrskega. Notranjost je bila prenovljena leta 1940 in nastale so tri sodobne freske, ki prikazujejo teme iz slovaške zgodovine Nitre.
V starem mestnem jedru (Staré Mesto) dominira grad (Hrad), ki je ena najzanimivejših starodavnih stavb na Slovaškem. Arheološke najdbe kažejo, da je tu že v času Samovega cesarstva, v 7. stoletju, stal velik utrjen grad. Arheološke najdbe dokazujejo obstoj cerkve iz 9. stoletja pod novejšo gotsko stolnico sv. Emerama. Gradnja kamnitega gradu se je začela v 9. stoletju v času vladavine nitrskega kneza Svätopluka. Grad trenutno služi kot sedež ene od rimskokatoliških škofij na Slovaškem, ki je bila ustanovljena leta 880 kot prva škofija zahodnih in vzhodnih Slovanov, ki je od takrat naprej obstajala, s prekinitvijo od 10. stoletja do okoli leta 1110.
Cerkev Dražovce je izjemen primer zgodnjeromanske arhitekture.
Sinagoga v Nitri je bila zgrajena v letih 1908–1911 za judovsko skupnost Neolog. Zasnoval jo je Lipót (Leopold) Baumhorn (1860–1932), ploden arhitekt sinagog iz Budimpešte. Stavba, ki stoji v ozki ulici, je primer Baumhornovega sloga. Mešanica mavrskih, bizantinskih in secesijskih elementov je obrnjena proti ulici s fasado z dvema stolpoma. Svetišče je kupolasta dvorana, ki jo podpirajo štirje stebri, ki podpirajo tudi žensko galerijo. Po več kot desetletju obnove s strani občine Nitra se stavba zdaj uporablja kot središče kulturnih dejavnosti. V ženski galeriji je razstava holokavsta – slovaška nacionalna spominska razstava »Usoda slovaških Judov«. Sinagoga v Nitri služi kot stalni razstavni prostor za grafična dela v Nitri rojenega izraelskega umetnika Shraga Weila.
Najmočnejši srednjevalovni oddajnik na Slovaškem, ki deluje na 1098 kHz, je bil do nedavnega v Nitri pri Velke Kostolany. Ta oddajnik bi lahko ponoči oddajal po vsej Evropi. Od leta 2003 pa deluje z nižjo močjo, da prihrani stroške energije, in prenaša samo regionalne programe.
Marijina misijonska hiša na Kalvariji je bila zgrajena leta 1765 za španski red nazarecev. Skrbeli so za cerkev in romarje. Kasneje je stavba služila kot sirotišnica. V letih 1878-85 so to stavbo prezidali v neoromanskem slogu in ji leta 1925 nadzidali eno nadstropje. Stavba, kot jo poznamo danes, je delo slovaškega arhitekta M. M. Harminca. Danes je celotna stavba misijonska hiša družbe Božanska beseda. V tej stavbi je Misijonski muzej narodov in kultur.
V Nitri je več muzejev in galerij. Muzej regije Nitra nadzoruje zbirke predmetov na več področjih (arheologija, etnografija, numizmatika, geologija in zoologija). Od leta 1993 ima tudi razstavo najdragocenejših artefaktov, ki jih je odkril Arheološki inštitut v Nitri. Razstava vsebuje več kot 2200 zlatih, srebrnih in drugih predmetov, med njimi pozlačene plošče s (pred)velikomoravskega gradišča Bojná. Škofijski muzej škofije Nitra na gradu Nitra razstavlja faksimile dokumentov in arheoloških odkritij, ki so tesno povezani z nastankom krščanstva na Slovaškem, vključno z najstarejšim rokopisom na ozemlju Slovaške (Nitranski evangelij, 1083). Muzej na prostem "Osada Lupka" je rekonstrukcija slovanske vasi iz zgodnjega srednjega veka. Slovaški kmetijski muzej je specializiran za zgodovino kmetijstva in je edini te vrste na Slovaškem. Muzej ima tudi razstavo na prostem (skansen). V Misijonskem muzeju narodov in kultur so razstavljeni predmeti misijonskega delovanja. Muzej judovske kulture v sinagogi predstavlja kulturo in zgodovino ter ima stalno razstavo, posvečeno holokavstu.

## Galerija
- Grad Nitra
- Mestna hiša
- Pribinov spomenk
- Nitra
- Zobor
- Reka Nitra
- Ulica Štefánik

## Pobratena mesta
Nitra je pobratena z:
- Bački Petrovac, Srbija
- Češke Budejovice, Češka
- Gosford, Avstralija
- Gyeongju, Južna Koreja
- Kroměříž, Češka
- Naperville, Illinois, ZDA
- Osijek, Hrvaška
- Spišská Nová Ves, Slovaška
- Veszprém, Madžarska
- Zielona Góra, Poljska
- Zoetermeer, Nizozemska